# 2007 TC434
2007 TC434 est un objet transneptunien en résonance 1:9 avec Neptune avec un diamètre estimé à environ 150 km.